# جوفان راسكوفيتش
جوفان راسكوفيتش (5 يوليو 1929 - 28 يوليو 1992) (بالصربية السيريلية: Јован Рашковић) طبيب نفسي وأكاديمي وسياسي صربي بوسني.

## مسيرته
وُلد راسكوفيتش في كنين عام 1929. خلال الحرب العالمية الثانية، بعد بوغروم أوستاش (مذبحة أوستاش) التي أسفرت عن مقتل أقربائه، تم نفيه إلى كستاني (Кистање) في دالماتيا التي احتلتها إيطاليا. اجتاز امتحانات الثانوية العامة في شيبينيك، وتخرج في زغرب. ثم درس الهندسة الكهربائية والطب في جامعة زغرب، حيث حصل على شهادة الدكتوراه من كلية الطب بالجامعة.
في الستينيات، شغل منصب مدير مستشفى مدينة شيبينيك ومدير المركز الطبي لاحقًا. كان أحد مؤسسي معهد البحوث الطبية اللفزيولوجيا العصبية في ليوبليانا. كان راسكوفيتش عضوًا في الأكاديمية الصربية للعلوم والفنون وأكاديمية العلوم الطبية في كرواتيا، وعددًا من جمعيات الطب النفسي في الولايات المتحدة وتشيكوسلوفاكيا وإيطاليا. كما اشتغل أستاذاً جامعياً في زغرب وليوبليانا، وأستاذا زائرا في جامعة بافيا وجامعة روما سابينزا وجامعة هيوستن وجامعة لندن.
في أوائل عام 1990، دخل راسكوفيتش المجال السياسي وأسس الحزب الديمقراطي الصربي (SDS)، الذي شارك في أول انتخابات ديمقراطية. ولاحظ أنه لم يكن هناك حزب معادل في البوسنة والهرسك فاتصل بزميله رادوفان كاراديتش، لاقتراحه لإنشاء حزب.
على الرغم من أن الحزب الديمقراطي الصربي حصل على عدد قليل نسبياً من المقاعد في انتخابات عام 1990، إلا أنه سرعان ما بدأ في زيادة سلطته، وسرعان ما أصبح يُنظر إلى راسكوفيتش كزعيم للصرب من قبل فرانيو تودجمان وحكومته الجديدة. وقد أدى ذلك إلى مفاوضات مباشرة بين الاثنين حول مستقبل الصرب في كرواتيا.
سنة 1990، تم عزل راسكوفيتش من السلطة من قبل "القوميين الصرب المتشددين"، الذين تابعوا إنشاء جمهورية كرايينا الصربية. تقاعد راسكوفيتش من السياسة في عام 1991، بعد حادثة بحيرات بليتفيتش.

## وفاته
في 28 يوليو 1992، توفي راسكوفيتش في بلغراد بسبب نوبة قلبية. ودُفن في مقبرة بلغراد الجديدة.